# تانيت (أقصري)
تانيت هي إحدى مشيخات المملكة المغربية، تتبع جغرافيا لعمالة أكادير إدا وتنان وإداريًا لأقصري. يقدر عدد سكانها بـ 217 نسمة حسب الإحصاء الرسمي للسكان والسكنى لسنة 2004.